# Silniční most (Horní Vltavice)
Silniční most č. 4-073 se nachází na silnici I/4 v jižní části obce Horní Vltavice v okrese Prachatice v Jihočeském kraji a překlenuje tok řeky Teplá Vltava v km 403. Byl zapsán do Ústředního seznamu kulturních památek České republiky.

## Historie
Přes řeku Teplá Vltava do poloviny 18. století vedl brod. Pak byl postaven dřevěný most. Na kamenných podpěrách a kamenném pilíři byla uložená nosná dřevěná věšadlová konstrukce o dvou polích se světlostí 12 metrů. 
Železobetonový most nahradil v roce 1926 původní dřevěný most, který se nachází na důležité silnici I/4 Vimperk–Strážný. V roce 1924 byl vypracován projekt Technickým odborem pro stavby mostní zemské správy politické v Praze. Realizace byla zadána stavební firmě Pittel Brausewetter Betonbau Prag, která umístila na koncích oblouků reliéfní firemní tabulky. Do roku 1939 byla silueta mostu užívána na obecním razítku. V roce 1997 byl most opravován.  
V jeho blízkosti je postavena barokní kaple svatého Jana Nepomuckého.

## Popis
Železobetonový obloukový most s horním segmentovým obloukem a s dolní mostovkou je dlouhý 35 metrů, široký 8,7 metrů. Oblouky, které jsou položeny na nábřežních pilířích, mají šest táhel, nejvyšší jsou vysoké šest metrů. Most překlenuje tok řeky jedním otvorem o délce 26 metrů a na jižním břehu pokračuje dvou metrovým deskovým propustkem přes mlýnský náhon. Betonové nábřežní pilíře s nárožími z tesaných kvádrů jsou široké 9,50 metrů. Nosnost mostu pro jedno vozidlo je 60 tun.
| most        | most  | most  | přemostění | vozovka | chodníky | oblouk | oblouk |
| ----------- | ----- | ----- | ---------- | ------- | -------- | ------ | ------ |
| délka       | šířka | výška | šířka      | šířka   | šířka    | výška  | šířka  |
| [v metrech] |       |       |            |         |          |        |        |
| 35          | 8,70  | 6,20  | 26         | 4,60    | 1,20     | 1,0    | 0,60   |
|             |       |       |            |         |          | profil |        |